# Pubbliche dimostrazioni d'odio
Pubbliche dimostrazioni d'odio è un singolo del cantautore italiano Immanuel Casto e del gruppo musicale italiano Lo Stato Sociale, pubblicato il 19 aprile 2016 dalla Garrincha Dischi.

## Tracce
1. Pubbliche dimostrazioni d'odio – 3:50 (testo: Immanuel Casto, Lo Stato Sociale)